# Bob Johnson
Robert Douglas Johnson (Gary, 19 agosto 1946) è un ex giocatore di football americano statunitense che ha giocato nel ruolo di centro per i Cincinnati Bengals della National Football League (NFL). Al college giocò a football all'Università del Tennessee.

## Carriera
Johnson fu scelto come secondo assoluto nel draft NFL 1968 dalla neonata franchigia dei Cincinnati Bengals, all'epoca il secondo centro scelto più in alto nella storia dopo Ki Aldrich nel 1939. Dopo la sua prima stagione fu convocato per l'All-Star Game della American Football League.
Johnson fu l'ultimo giocatore della formazione originale dei Bengals a ritirarsi, dopo la stagione 1978. Il suo numero 54 fu subito ritirato e rimane l'unico nella storia della franchigia ad avere ricevuto questo onore. In seguito tornò brevemente in campo nel 1979 quando il centro dei Bengals Blair Bush si infortunò a un ginocchio e il club chiese a Johnson di fare ritorno come long snapper nei punt, field goal ed extra point.

## Palmarès
- AFL All-Star: 1

1968
- Numero 54 ritirato dai Cincinnati Bengals
- College Football Hall of Fame

## Statistiche
| Partite totali | 154 |